# شئلیت
شئلیت  (به انگلیسی: Scheelite) با فرمول شیمیایی CaWO4 از مجموعه کانی هاست و لومینسانس قوی دارد.(آبی تیره) از نام شیمیدان سوئدی K.Scheel اخذ شده‌است. به سختی در HCl و HNO۳ حل می‌شود. CaO:۱۹٫۴۷٪ WO۳:۸۰٫۵۳٪ برای اولین بار در آلمان شرقی کشف شد و از نظر شکل بلور: منشوری - قرصی شکل، رنگ: سفید - قهوه‌ای - زرد - خاکستری سفید - متمایل به قرمز - متمایل به سبز، شفافیت: شفاف - نیمه کدر، شکستگی: صدفی، جلا: الماسی - چرب، رخ: کامل- مطابق با سطح /۱۰۱/، سیستم تبلور: کوادراتیک و در رده‌بندی ولفرامات است همچنین خاصیت مغناطیسی ندارد و منشأ تشکیل آن پگماتیتی - پنوماتولیتی - هیدروترمال - دگرگونی مجاورتی است.
همایند کانی‌شناسی (پارانژ) آن سختی - چگالی - لومینسانس ومحتوای Pb و اشعه Xکروزیت - باریت - پاولیت - آنکلزیت -کوارتز- مولیبدنیت- فلوئورین- ولفرامیت- کوارتز و غیره است
، از نظر ژیزمان بلوری - توده‌ای - پسودومرف فراوان است و بیشتر در آلمان شرقی و غربی، چک اسلواکی، نامبیا، استرالیا، گروئنلند، بولیوی، اطریش، کانادا، آمریکا و یونان یافت می‌شود.